# تومي دونكان
تومي دونكان (بالإنجليزية: Tommy Duncan)‏ هو مغني ومغن مؤلف أمريكي، ولد في 11 يناير 1911 في هيلزبورو في الولايات المتحدة، وتوفي في 25 يوليو 1967 في سان دييغو في الولايات المتحدة.

## وصلات خارجية
- تومي دونكان على موقع IMDb (الإنجليزية)
- تومي دونكان على موقع ميوزك برينز (الإنجليزية)
- تومي دونكان على موقع أول ميوزيك (الإنجليزية)
- تومي دونكان على موقع ديسكوغز (الإنجليزية)
- تومي دونكان على موقع كينوبويسك (الروسية)